# Wapen van Goëngahuizen

Wapen van Goëngahuizen

Het wapen van Goëngahuizen is het dorpswapen van het Nederlandse dorp Goëngahuizen, in de Friese gemeente Smallingerland. Het wapen werd in 2016 geregistreerd.

## Beschrijving
De blazoenering van het wapen luidt als volgt:
Verhoogd doorsneden door middel van een gouden hoekige dwarsbalk van drie hoeken, boven blauw, onder in groen een zilveren spinnenkopmolen en beladen met drie naast elkaar staande kieviten in natuurlijke kleuren.
De heraldische kleuren zijn: goud (goud), azuur (blauw), sinopel (groen) en zilver (zilver).

## Symboliek
- Blauw veld: staat voor het vele water in de omgeving van het dorp.[1]
- Gouden hoekige dwarsbalk: verbeeldt het hooi dat hier gemaakt wordt.[1] De punten symboliseren de drie keersluizen die aanwezig zijn in de Modderige Bol en de Goëngahuistersloot.[1]
- Groen veld: verwijst naar het grasland in de omgeving.[1]
- Drie kieviten: het gebied rond Goëngahuizen is erg geschikt voor weidevogels. Dit wordt uitgebeeld door de kievit, de meestvoorkomende vogel.[1]

Spinnenkopmolen: in de omgeving van Goëngahuizen staan vier spinnenkopmolen: De Jansmolen, De Modderige Bol, Heechhiem en de Roekmole.

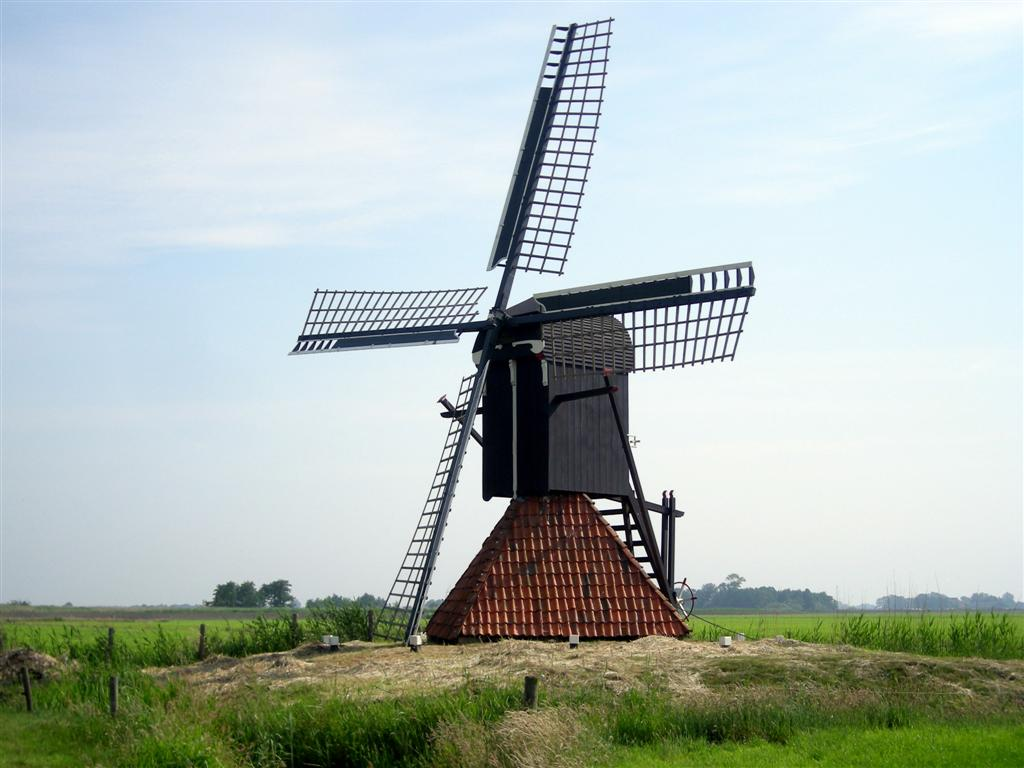
De Jansmolen, een van de spinnenkopmolens rond het dorp.